# Henri Bouquet

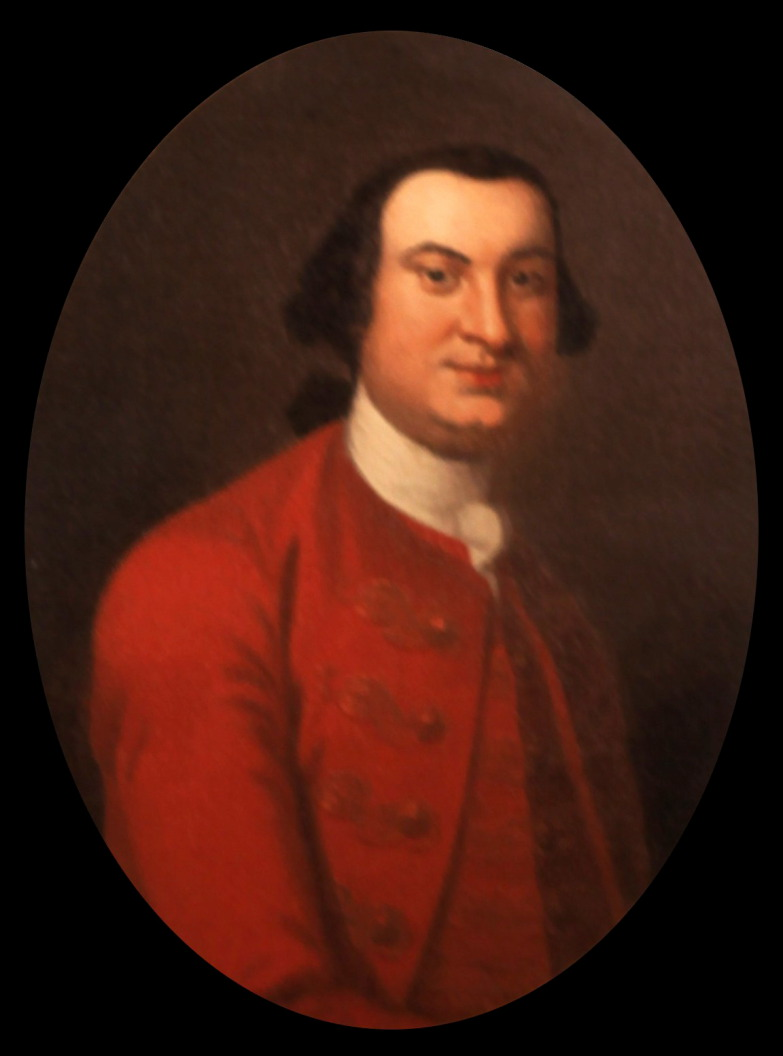
Henri Bouquet, ca 1759.

Henri Louis Bouquet, född 1719 i Rolle, Vaud, död 1765 i Pensacola, Florida, son till en schweizisk officer i sardinsk tjänst, var en schweizisk officer i holländsk, sardinsk och brittisk tjänst. Han förblev ogift.

## Levnad
Bouquet är känd för sina insatser som officer i det brittiska 60th Foot, Royal American Regiment. Under det fransk-indianska kriget ansvarade han för försvaret av strategiska punkter i Pennsylvania och möjliggjorde 1758 den brittiska erövringen av Fort Duquesne, idag Pittsburg. Under Pontiacs uppror besegrade han de upproriska i slaget vid Bushy Run vilket betydde att Pittsburg och Pennsylvania säkrades. 1764 ledde han underkuvandet av indianerna i Ohiolandet. Därefter konstituterades han till brigadgeneral och utnämndes till militärbefälhavare i de södra kolonierna. Han dog därvid i tjänsten. Han hade planerat att förbli i Amerika, där han ägde stora egendomar i Carolina.

## Fransk-indianska kriget
Bouquet var den brittiske militäre chef som under fransk-indianska kriget bäst lyckades vinna den pacifistiska lokalbefolningens förtroende i Pennsylvania. Han blev brittisk undersåte först genom naturalisering i Pennsylvania och Maryland. Bouquet kom till Amerika på våren 1756 som nybliven överstelöjtnant i det nyuppsatta Royal American Regiment. Han rekryterade så framgångsrikt till sin bataljon bland tyskarna i Pennsylvania att den till stor del var en Pennsylvvaniabataljon.
På grund av den nominelle chefens sjuklighet, var han i praktiken ansvarig för Forbesexpeditionen, som tvingade fransmännen att utrymma och bränna Fort Duquesne.

## Pontiacs krig
När Pontiacs krig bröt ut 1763 blev Bouquet chef för den expedition som skulle undsätta Fort Pitt, den brittiska fästning som byggts där Fort Duquesne legat. Under framryckningen blev expeditionen vid Bushy Run omringad av en överlägsen styrka, men Bouquet bevisade sin behärskning av ödemarkskriget genom en låtsad flykt vilken exponerade de stormande indianerna till de reguljära truppernas eldkraft. År 1764 ledde han en annan expedition vilken genom sitt inträngande i deras hemland i nuvarande Ohio tvingade Shawnee, Delaware och Seneca till förhandlingsbordet.
Innan undsättningsexpeditionen till Fort Pitt avgick föreslog Bouquet för den brittiske överbefälhavaren i Nordamerika, Jeffery Amherst, att man medvetet skulle sprida smittkoppor bland de upproriska indianerna genom att distribuera filtar som använts av smittkoppsdöda personer.

## Bilder

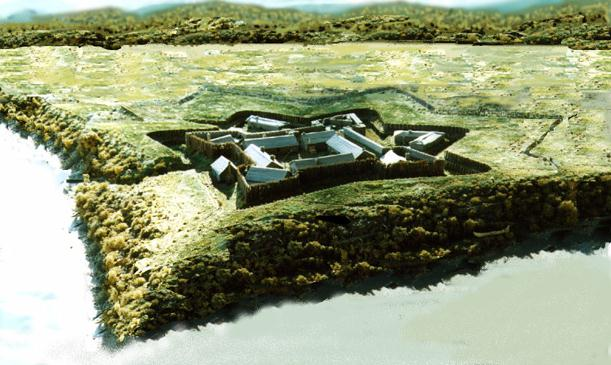
Fort Duquesne var en fransk skans, belägen där Pittsburg idag ligger.
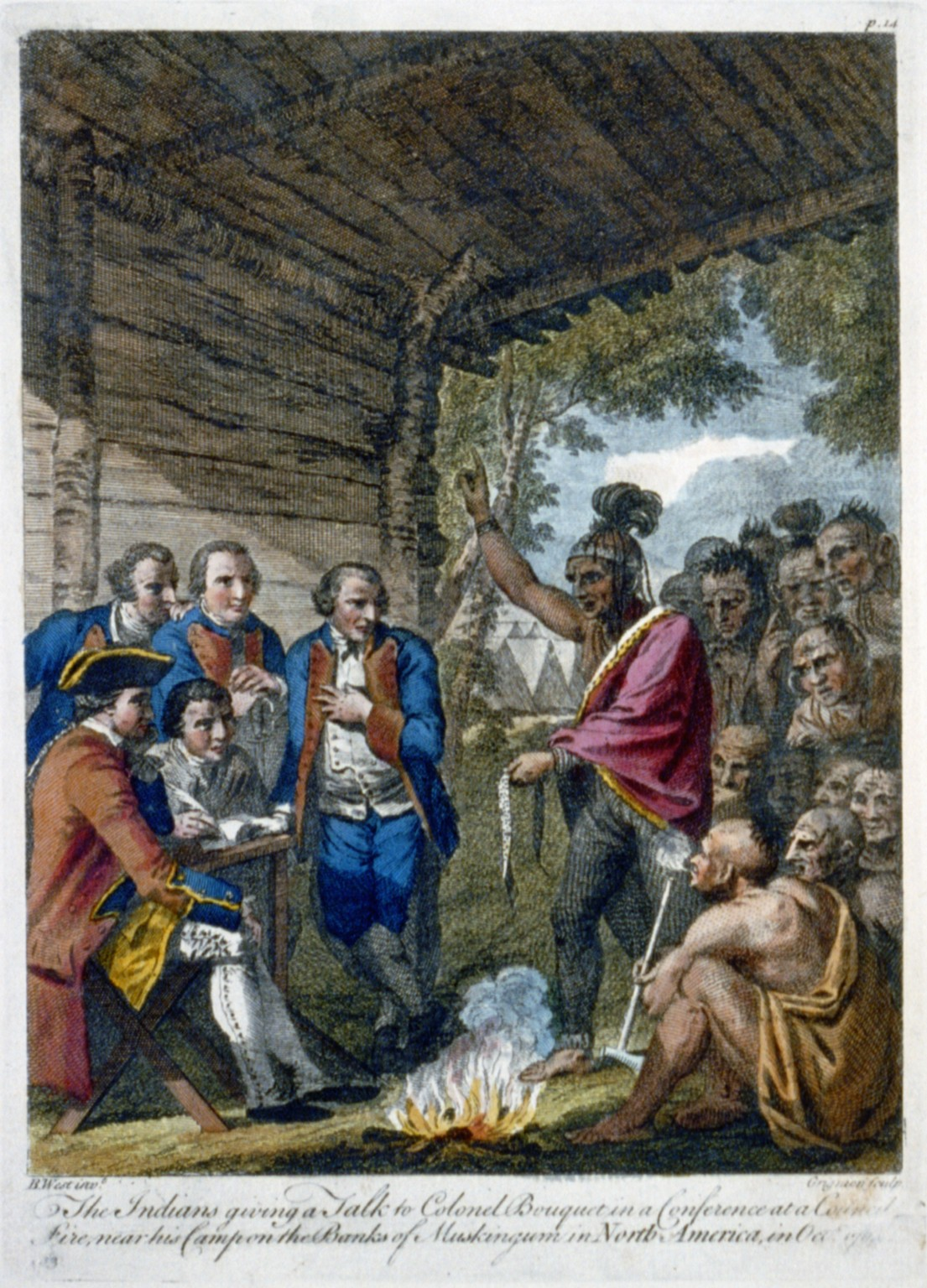
Fredsförhandlingar under ledning av Henri Bouquet (sittande till vänster i röd vapenrock) efter Pontiacs uppror
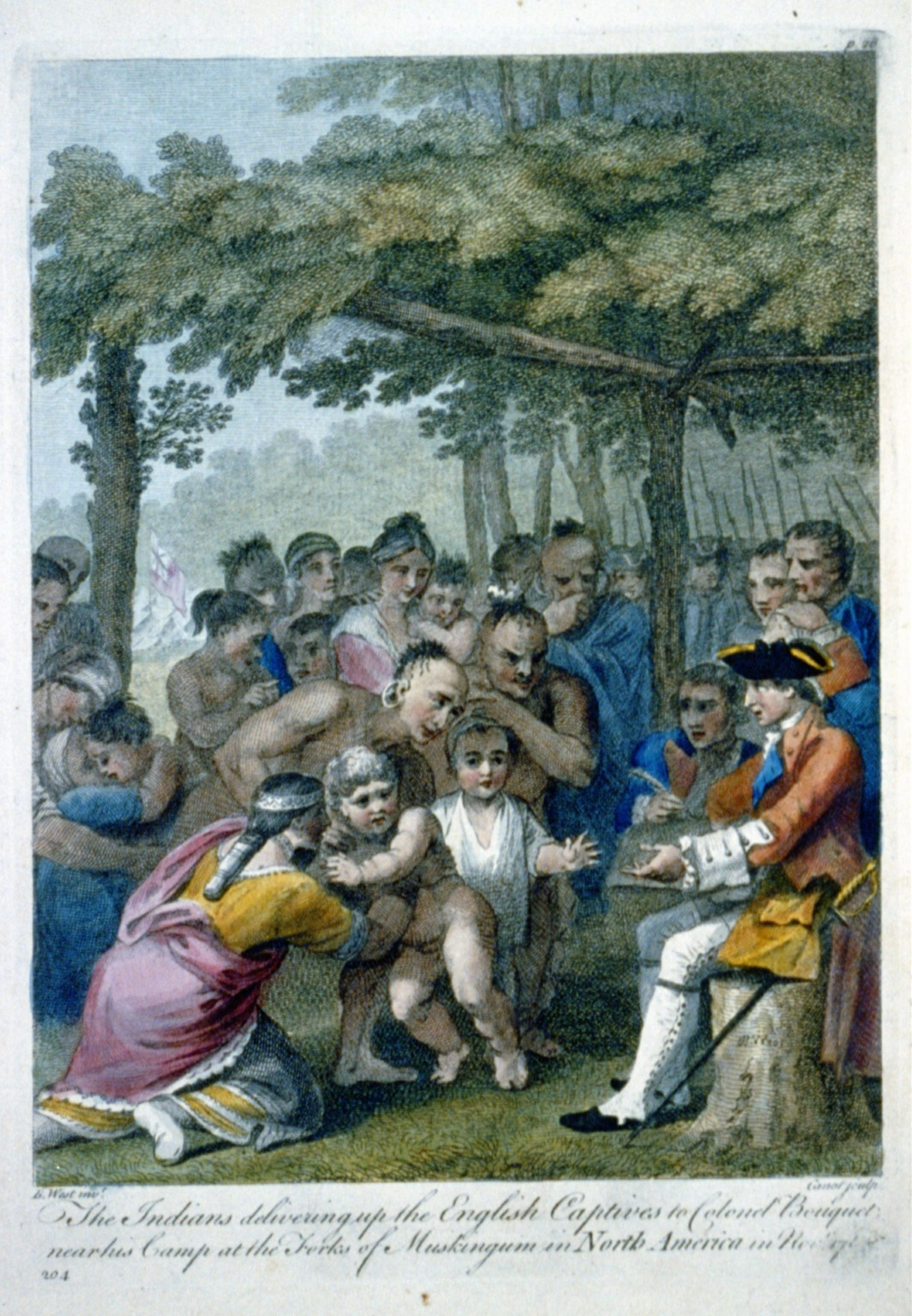
Vita fångar som tagits under  Pontiacs uppror återlämnas till Henri Bouquet (till höger)